# The Cure (film, 1995)
Pour les articles homonymes, voir The Cure (homonymie).

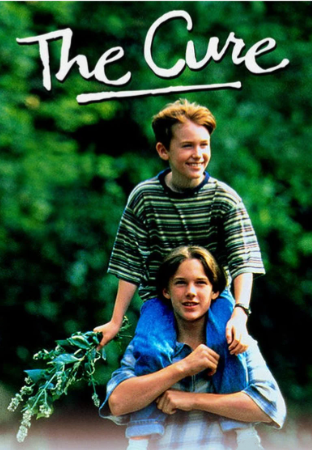
Affiche du film The Cure, 1995.

The Cure est un film américain réalisé par Peter Horton et sorti en 1995.

## Synopsis
Erik, un adolescent de 14 ans vit seul avec sa mère dans un pavillon. Au début des vacances scolaires, de nouveaux arrivants s'installent dans la maison mitoyenne : Dexter, un garçon de 11 ans, lui aussi seul avec sa mère. Les deux garçons deviennent amis et partagent leurs jeux et leurs aventures sur la rivière proche. Erik apprend que Dexter est séropositif et comprend pourquoi celui-ci est solitaire, sujet des moqueries des autres enfants du quartier, il décide de le protéger contre ces brimades et cherche tous les moyens de le guérir.
Un jour, Dexter trouve, dans un journal, un article parlant du docteur Fish qui aurait trouvé un remède au SIDA à La Nouvelle Orléans. Les deux garçons entreprennent d'aller le rencontrer en organisant, sans en parler à leurs parents, un voyage périlleux : descendre le Mississippi sur un radeau jusqu'à leur but.

## Fiche technique
- Réalisation : Peter Horton
- Scénario : Robert Kuhn
- Production : Mark Burg
- Musique originale : Dave Grusin
- Durée : 97 minutes
- Origine :  États-Unis États-Unis

## Distribution
- Joseph Mazzello : Dexter
- Brad Renfro : Erik
- Annabella Sciorra : Linda, mère de Dexter
- Diana Scarwid : Gail, mère d'Erik
- Nicky Katt : Pony
- Jeremy Howard : un garçon

## Autour du film
- Le film n'a pas été distribué en France et l'édition DVD n'est pas sous-titrée en français.